# Jour de la libération (Pays-Bas)
Pour les articles homonymes, voir Jour de la libération.

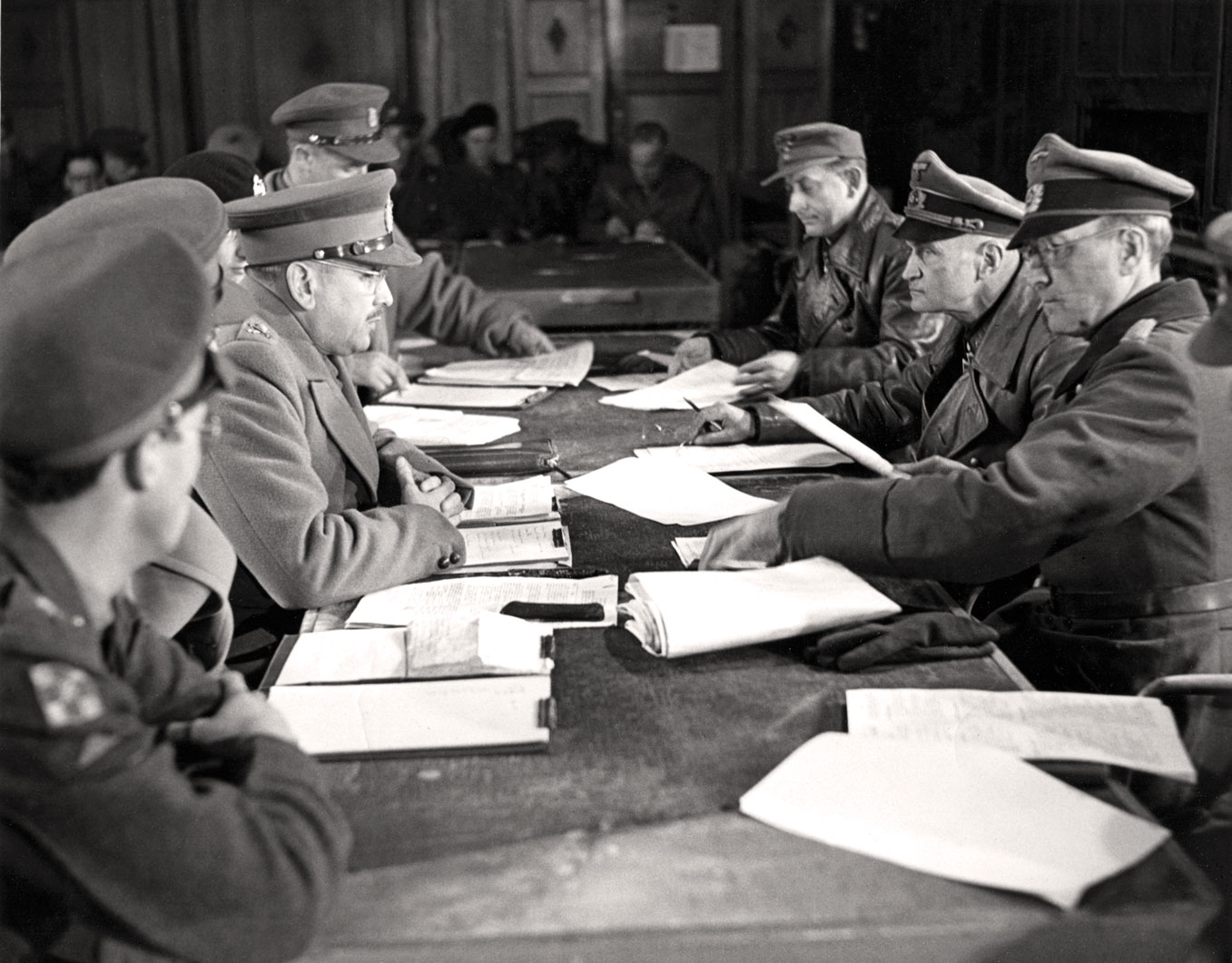
Signature des actes de capitulation.

Aux Pays-Bas, le jour de la libération, (en néerlandais : Bevrijdingsdag) est une fête célébrée chaque année le 5 mai pour marquer la fin de l'occupation par l'Allemagne nazie pendant la Seconde Guerre mondiale. Les valeurs de la liberté, de la démocratie et des droits de l'homme sont également célébrés ce jour-là.

## Actes de capitulation
Le 4 mai 1945, l'amiral Hans-Georg von Friedeburg signe devant Bernard Montgomery la convention de Lunebourg, qui prévoit notamment la capitulation sans condition des troupes allemandes situées aux Pays-Bas. Cette convention n'entre en vigueur que le lendemain, 5 mai, date retenue officiellement. Ce jour-là, le général canadien Charles Foulkes et le commandant en chef allemand pour les Pays-Bas Johannes Blaskowitz s'accordent sur les détails de la capitulation des forces allemandes à l'hôtel de Wereld à Wageningue. Les actes sont formellement signés le lendemain, 6 mai, Blaskowitz ayant demandé un délai de réflexion.

## Historique

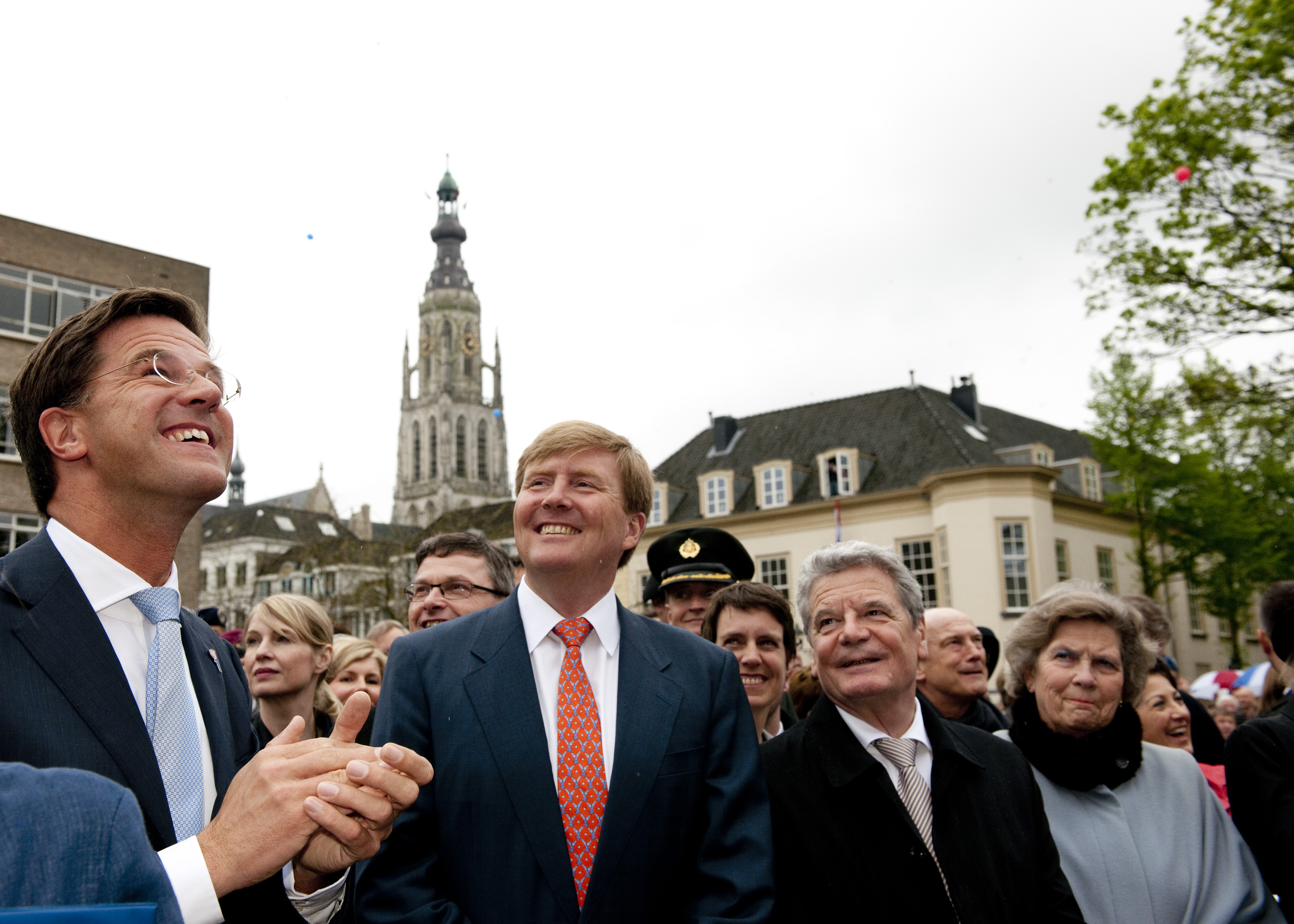
De gauche à droite, le Premier ministre Mark Rutte, le prince d'Orange Willem Alexander, le président du comité des 4 et 5 mai, et assistent à un concert de Guus Meeuwis à Breda.

Le 30 août 1945 a lieu le premier jour de la libération, à l'occasion de l'anniversaire de la reine Wilhelmine, et alors que les Indes orientales néerlandaises ont également été libérées. Dès 1946, la date du 5 mai est choisie pour célébrer la libération. La date est variable, et est reportée si le 5 mai est un dimanche, afin de respecter le repos dominical. Ce n'est qu'en 1968 que le 5 mai est fixé, quel que soit le jour de la semaine. 
Le jour de la libération n'est au début pas un événement populaire : pendant la période de la reconstruction, la population a d'autres occupations qu'un jour de fête. C'est à partir de 1955 que l'événement prend un caractère plus festif, et qu'un défilé militaire est organisé à Wagueningue. En 1958, le gouvernement décide d'organiser une cérémonie plus importante tous les cinq ans, et en 1982 le jour de la libération devient une fête nationale.
L'intérêt pour le jour de la libération est croissant au cours des années 1970. À partir de 1994 ont lieu des festivals, organisés dans chacune des douze capitales provinciales.

## Déroulement

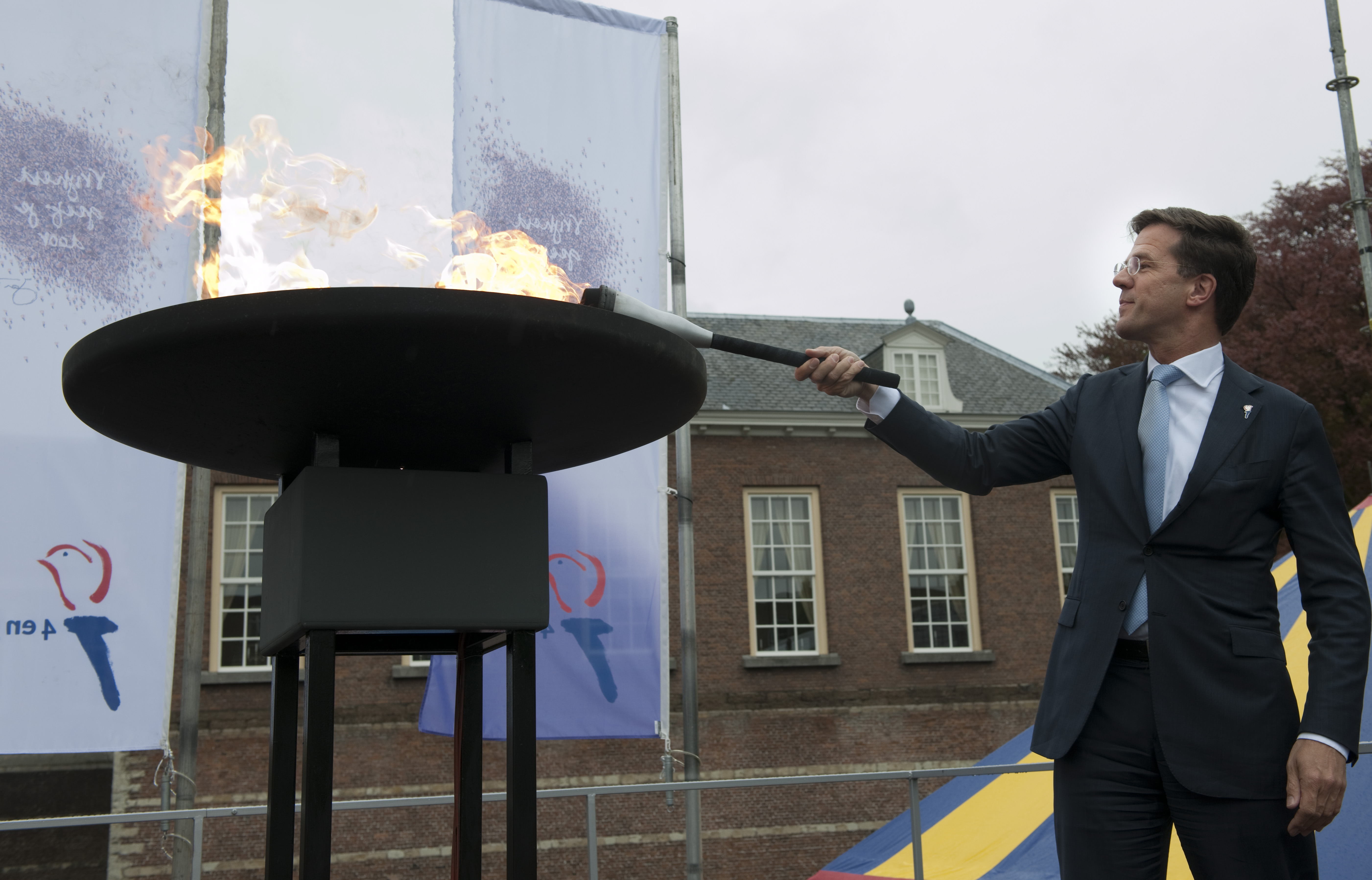
Mark Rutte allume la flamme de la libération en 2012.

Le 4 mai, a lieu le Nationale Dodenherdenking, ou journée nationale du Souvenir pour les combattants morts pendant la Seconde Guerre mondiale et dans les guerres en général.    
À minuit entre le 4 et le 5 mai la flamme de la libération est allumée à Wagueningue, puis portée à chacune des provinces par des coureurs qui se relayent. Le lendemain, le premier ministre rallume la flamme dans l'une des douze capitales provinciales.
Le 5 mai est l'occasion de rassemblements commémoratifs et de défilés de vétérans dans tous le pays pays, les plus connus au Monument national sur la place du Dam à Amsterdam et au Waalsdorpervlakte dans les dunes près de La Haye, l'un des tristement célèbres lieux d'exécution nazis. Dans tout le pays, deux minutes de silence sont observées à 20 heures. Tous les bâtiments du gouvernement arborent le drapeau des Pays-Bas, et les citoyens sont invités à faire de même.
L'ensemble des festivals du 5 mai voient environ un million de participants. Le 5 mai n'est pas forcément férié, dans la plupart des conventions collectives ce n'est le cas que lors des années anniversaires, multiples de cinq, comme 2010, 2015 ou 2020. En octobre 2019, la Seconde Chambre des États généraux vote pour que le 5 mai soit férié tous les ans.